# Peter McDonald
Peter McDonald (Dublino, 28 gennaio 1972) è un attore irlandese.

## Biografia
Ha ricevuto un premio come miglior attore agli Irish Film and Television Awards per Saltwater nel 2000. Nel 2012 il cortometraggio da lui scritto e diretto, Pentecost, viene nominato agli Oscar al miglior cortometraggio ai Premi Oscar 2012. Riceve anche una nomination ai premi IFTA l'anno successivo come miglior attore non protagonista in The Stag - Se sopravvivo mi sposo.

## Filmografia

### Cinema
- I dilettanti (I Went Down), regia di Paddy Breathnach (1997)
- Il viaggio di Felicia (Felicia's Journey), regia di Atom Egoyan (1999)
- Captain Jack, regia di Robert Young (1999)
- The Opportunists, regia di Myles Connell (2000)
- Nora, regia di Pat Murphy (2000)
- Saltwater, regia di Conor McPherson (2000)
- Some Voices, regia di Simon Cellan Jones (2000)
- Quando Brendan incontra Trudy (When Brendan Met Trudy), regia di Kieron J. Walsh (2000)
- Blow Dry, regia di Paddy Breathnach (2001)
- Nessuna notizia da Dio (Sin noticias de Dios), regia di Agustín Díaz Yanes (2001)
- Spin the Bottle, regia di Ian Fitzgibbon (2003)
- Festival, regia di Annie Griffin (2005)
- Shadow of the Sword - La leggenda del carnefice (The Headsman), regia di Simon Aeby (2005)
- Il maledetto United (The Damned United), regia di Tom Hooper (2009)
- Wreckers, regia di Dictynna Hood (2011)
- The Stag - Se sopravvivo mi sposo (The Stag), regia di John Butler (2013)
- England Is Mine, regia di Mark Gill (2017)
- Fanny Lye Deliver'd, regia di Thomas Clay (2019)
- The Batman, regia di Matt Reeves (2022)
- Woken, regia di Alan Friel (2024)
- Bagman, regia di Colm McCarthy (2024)

### Televisione
- Kings in Grass Castles – miniserie TV (1998)
- Paths to Freedom – serie TV, 5 episodi (2000)
- Fergus's Wedding – serie TV, 4 episodi (2002)
- Killing Hitler – documentario TV (2002)
- Spooks – serie TV, 1 episodio (2003)
- Sea of Souls – serie TV, 6 episodi (2004)
- The Family Man – film TV (2006)
- Green Wing – serie TV, 1 episodio (2006)
- City of Vice – serie TV, 2 episodi (2008)
- Your Bad Self – serie TV, 6 episodi (2010)
- Titanic – miniserie TV, 4 episodi (2012)
- Moone Boy – serie TV, 18 episodi (2012-2015)
- Mayday – miniserie TV, 5 episodi (2013)
- Ripper Street – serie TV, 1 episodio (2014)
- No Offence – serie TV, 3 episodi (2015)
- Thirteen – miniserie TV, 5 episodi (2016)
- The Last Kingdom – serie TV, 3 episodi (2017)
- Finding Joy – serie TV, 10 episodi (2018) – voce
- Dublin Murders – serie TV, 7 episodi (2019)
- A Discovery of Witches - Il manoscritto delle streghe (A Discovery of Witches) – serie TV, 6 episodi (2019-2022)
- This Town – serie TV, 6 episodi (2024)
- The Penguin, regia di Craig Zobel, Helen Shaver, Kevin Bray e Jennifer Getzinger – miniserie TV, puntata 4 (2024)

### Cortometraggi
- God's Early Work (2004)
- Spacemen Three (2008)
- Anthropopopometry (2013)

## Doppiatori italiani
Nelle versioni in italiano delle opere in cui ha recitato, Peter MacDonald è stato doppiato da:
- Francesco Bulckaen ne Il viaggio di Felicia, Titanic
- David Chevalier in The Opportunists, The Stag - Se sopravvivo mi sposo
- Danilo De Girolamo ne I dilettanti
- Roberto Chevalier in Sea of Souls
- Andrea Mete ne Il maledetto United
- Pasquale Anselmo in The Batman
- Ruggero Andreozzi in The Penguin
- Massimo De Ambrosis in Woken
- Mauro Gravina in Bagman